# Elizabeth Simbiwa Sogbo-Tortu
Elizabeth Simbiwa Sogbo-Tortu là một phụ nữ người Sierra Leone, người đã bị cấm tham gia trở thành Chánh văn phòng Paramount của Niminyama ở Sierra Leone vì giới tính của bà.

## Ứng cử cho vị trí lãnh đạo tối cao
Năm 2009, Sogbo-Tortu đã tìm cách trở thành người lãnh đạo tối cao của Niminyama Chiefdom ở Sierra Leone.
Vào thời điểm đó, phụ nữ bị cấm giữ các quyền lãnh đạo ở tỉnh phía Bắc và phần lớn phía đông của đất nước, nhưng nữ lãnh đạo lại được phép ở phía nam của đất nước.

## Xung đột với Hội Poro
Sogbo-Tortu là một trong mười ứng cử viên cho vị trí này. Bà được sinh ra đầu tiên trong một gia đình có hoạt động cai trị, và Đạo luật Chieftain năm 2009 đã ghi rằng những đứa trẻ của các cựu lãnh đạo phải tranh giành quyền lãnh đạo, bất chấp giới tính của họ. Như vậy, Sogbo-Tortu đã đủ điều kiện hợp pháp để ứng cử vì cha cô là cựu thủ lĩnh.
Mặc dù vậy, bà đã bị cấm không được hưởng quyền lãnh đạo do truyền thống khu vực. Để đủ điều kiện tham gia ứng cử vị trí thủ lĩnh tối cao ở quận Kono, các ứng cử viên phải là thành viên của Hiệp hội Poro cổ, toàn là nam giới và không chấp nhận phụ nữ trong hàng ngũ của họ. Xung đột nảy sinh vì bà không phải là thành viên.

## Chiến dịch vì bình đẳng giới
Sogbo-Tortu sau đó đã đệ đơn kháng cáo hợp pháp về việc bà bị loại. Bà kiên trì nỗ lực để có một cuộc bầu cử lãnh đạo bình đẳng giới và đưa vụ việc lên Tòa án Tối cao Sierra Leone.
Yasmine Jusu-Sheriff, phó chủ tịch Ủy ban Nhân quyền Sierra Leone, tuyên bố cô sẽ hỗ trợ Sogbo-Tortu trong vụ kiện lên Tòa án Tối cao.
Trong quá trình pháp lý, bà được cảnh sát vũ trang, các quan chức Liên Hợp Quốc và các nhà hoạt động vì quyền phụ nữ hộ tống khi bà cố gắng trở về nhà ở Sewase, phía đông quận Kono. Sự hỗ trợ của các cơ quan phi chính phủ nước ngoài và cảnh sát vũ trang càng kích động Hội Poro địa phương. Trên đường đi, đoàn xe của bà đã bị tấn công bởi các thành viên Poro ném đá. Sogbo-Tortu bị buộc phải quay lại Freetown vì sự an toàn của bà.

Tòa án tối cao Sierra Leone phán quyết rằng truyền thống đã chiến thắng thay thế Đạo luật Chieftain năm 2009 trong trường hợp này. Quyết định của họ là vì Sogbo-Tortu không phải là thành viên của Hội Poro, bà đã không hoàn thành các yêu cầu để đảm nhận vị trí Giám đốc Paramount. Sự truất quyền của bà được giữ nguyên và một trong những cháu trai của cô được bổ nhiệm làm thủ lĩnh tối cao.